# Dyschirius digitatus
Dyschirius digitatus är en skalbaggsart som först beskrevs av Pierre François Marie Auguste Dejean 1825.  Dyschirius digitatus ingår i släktet Dyschirius, och familjen jordlöpare. Arten har ej påträffats i Sverige.

## Bildgalleri

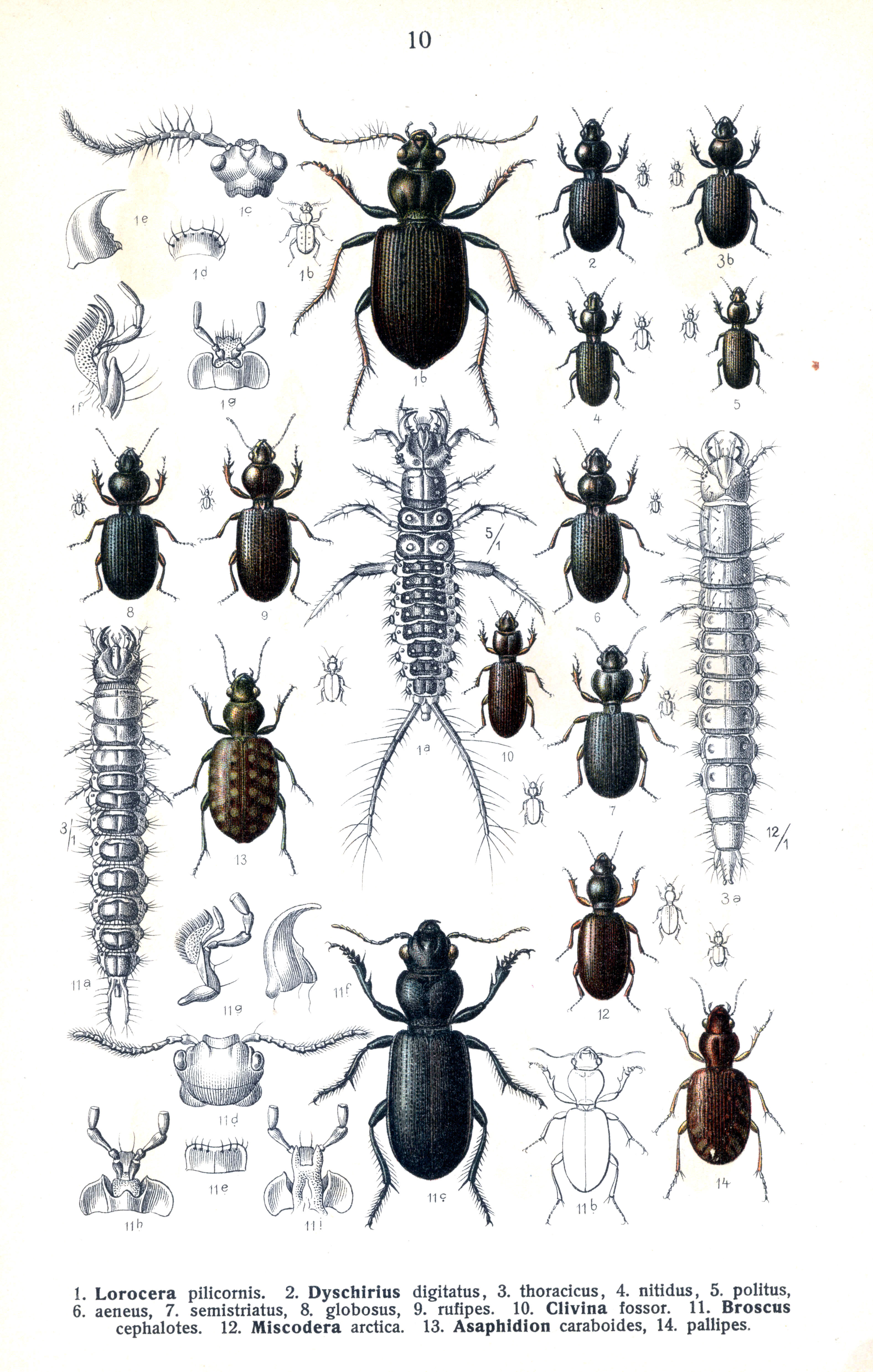
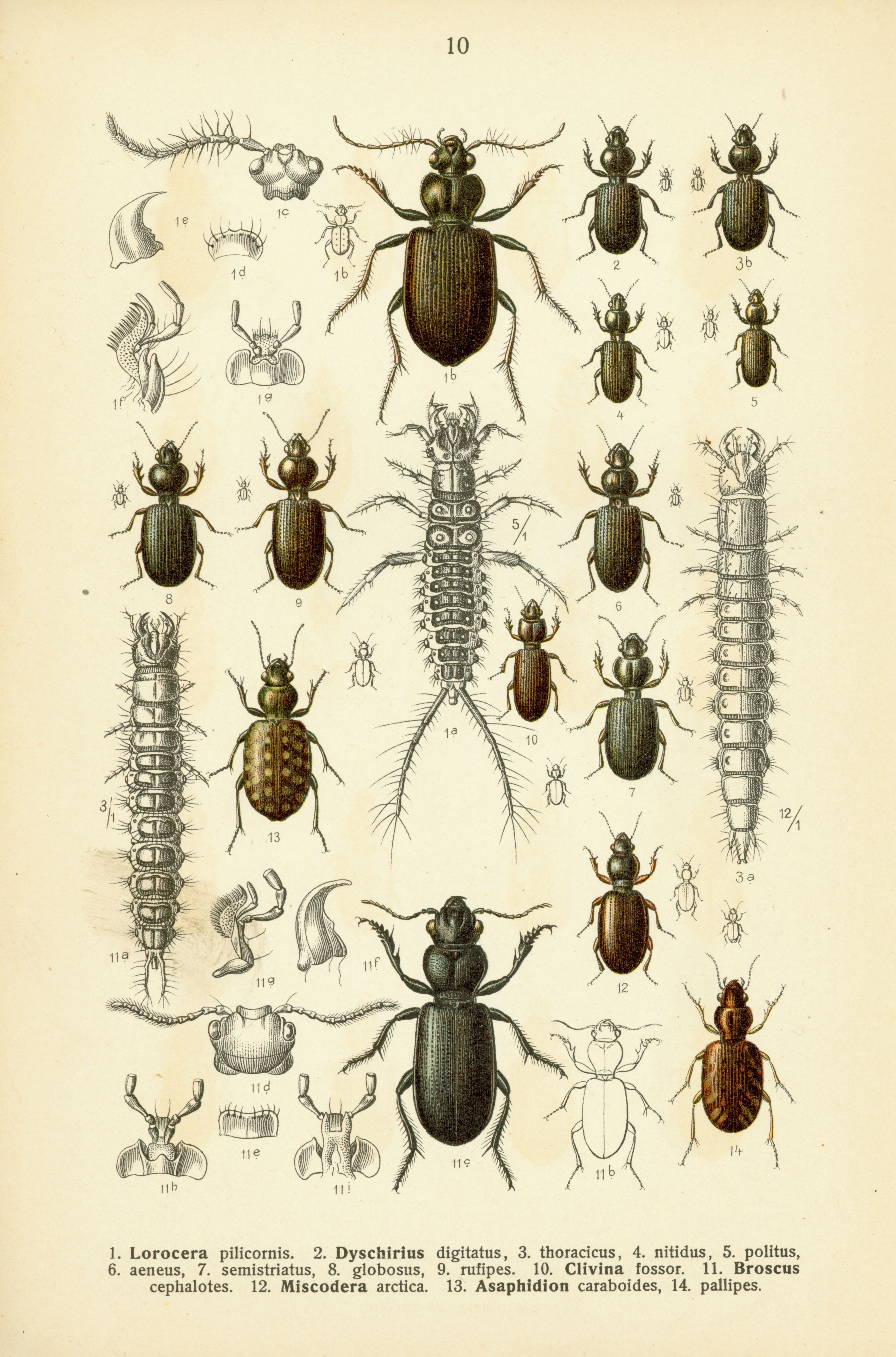